# Diretmus argenteus
Diretmus argenteus — вид беріксоподібних риб родини Diretmidae.

## Поширення
Космополітний вид. Поширений у Світовому океані по всьому світу, за винятком Середземного моря та арктичних вод. Трапляється на глибині від поверхні до 2000 метрів.

## Опис
Риба завдовжки до 27 см. Тіло округле, сплюснене з боків. Спина чорна, боки сріблясті. Більшу частину голови займають рот та величезні очі. Тіло вкрите дрібними лусочками.

## Спосіб життя
Мальки плавають на глибині до 1000 метрів, дорослі риби опускаються нижче. Риба живиться планктоном.